# Бъля
Бъля (на румънски: Lacul Bâlea) е ледниково езеро от циркус на надморска височина 2040 м, във Фъгърашките планини, окръг Сибиу, Румъния.
Дълго е 360 м, широко е 190 м, площта му е 46 508 м2 и е дълбоко 11,35 м. През 1932 г. езерото Бъля, заедно с околна площ от 180 ха са обявени за природозащитен резерват.
Езерото Бъля се намира на 77 км от гр. Сибиу, на 68 км от гр. Фъгъраш и на 85 км от гр. Куртя де Арджеш. През лятото езерото може да се достигне със автомобил чрез Трансфъгърашкото шосе, а през останалата част от годината се използва лифт от хижа „Бъля Каскада“ край водопада Бъля. Наблизо се намират езерата Капра, Подрагу Мик, Подрагу Маре, Авриг, Урля и др.
През 2006 г. на брега на езерото е открит първият леден хотел в Източна Европа, във формата на иглу, побиращ 16 души.